# Сен-Пьер, Мартен
Мартен Сен-Пьер (фр. Martin Saint-Pierre, a.k.a. St-Pierre; род. 11 августа 1983, Оттава) — казахстанский хоккеист канадского происхождения, играющий на позиции нападающего. Участник чемпионата мира по хоккею первого дивизиона в 2017 и 2019 годах, в составе национальной сборной Казахстана.

## Краткая биография
Мартен Сен-Пьер дебютировал на уровне НХЛ в сезоне 2005/2006, в составе команды «Чикаго Блэкхокс». В своём дебютном сезоне провёл всего две игры. В сезоне 2006/2007, 14 февраля 2007 года, забросил свою первую шайбу на уровне НХЛ, в ворота команды «Питтсбург Пингвинз».
В 2007 году впервые покинул заокеанскую лигу и сделал свой первый заход в Европу, отыграв 14 матчей в составе мытищинского «Химика» на уровне Чемпионата России, после чего вернулся в Америку.
Летом 2010 года Сен-Пьер вновь приехал в Россию и подписал контракт с нижнекамским «Нефтехимиком». Дебютировал в КХЛ 12 сентября, в домашнем матче против «Витязя». 21 сентября, в гостевой игре против рижского «Динамо», забросил свою первую шайбу в КХЛ. Несмотря на неплохое начало, уже осенью 2010 года контракт с нижнекамским клубом был расторгнут и Мартен переехал в чемпионат Финляндии, в команду «Кярпят». Заканчивал же сезон 2010/2011 в составе другой команды, «ХК Зальцбург», вместе с которой хоккеист стал чемпионом Австрийской лиги. По окончании сезона Мартен Сен-Пьер вернулся на родину.
В сезоне 2013/2014, находясь в системе «Монреаль Канадиенс», хоккеист провёл свою последнюю игру на уровне НХЛ.
Всего, в Национальной хоккейной лиге, на счету Сен-Пьера 39 официальных матчей, 3 заброшенные шайбы и 5 результативных передач. Основная часть заокеанской карьеры пришлась на лигу АХЛ, где в составе различных фарм-клубов Мартен провёл, в общей сложности, 9 сезонов, отыграл более чем в 600-ах матчах (включая игры плей-офф), в которых забросил 168 шайб и раздал 442 результативные передачи.
Сезон 2014/2015 Сен-Пьер провёл в загребском клубе «Медвешчак», в составе которого принял участие в кубке Шпенглера, который проходил с 26 по 31 декабря 2014 года в швейцарском Давосе.
В сезоне 2015/2016 Мартен Сен-Пьер начал выступать в составе казахстанского клуба «Барыс» и уже на будущий сезон принял судьбоносное решение взять второе гражданство, с целью выступления за национальную сборную Казахстана, для повышения уровня сборной и участие в международных турнирах. Спустя несколько лет, будучи игроком уже другого клуба, на вопрос журналистов о том, готов ли Мартен вновь поменять гражданство на канадское, хоккеист ответил:

 — Буду ли менять гражданство на канадское? Нет, я казах!
Всего, на уровне Континентальной хоккейной лиги, на счету Сен-Пьера, в общей сложности, 6 сезонов, в которых он отыграл 251 матч (включая игры плей-офф), в которых он забросил 42 шайбы и отдал 94 результативные передачи.

## Достижения
- чемпион OHL, обладатель Уэйн Гретцки Трофи и обладатель кубка им. Джей Росса Робертсона по итогам сезона 2003/2004, в составе команды «Гелф Шторм»
- чемпион Австрийской хоккейной лиги сезона 2010/2011, в составе «ХК Зальцбург»
- бронзовый призёр чемпионата мира по хоккею первого дивизиона 2017 в составе национальной сборной Казахстана
- победитель чемпионата мира по хоккею первого дивизиона 2019 в составе национальной сборной Казахстана

## Личные награды
- Обладатель Лео Лалонд Мемориал Трофи по итогам сезона 2003/2004